# Horní macošské jezírko
Horní macošské jezírko je krasové jezírko, které leží v propasti Macocha v okrese Blansko v České republice. Nachází se v nadmořské výšce 351,5 m v hloubce 138 m pod okrajem propasti. Je 31 m dlouhé a 15 m široké. Jeho hloubka dosahuje 11 m. Jezírko je vidět od okraje propasti.

## Vodní režim
Jezírko bylo spojené s řekou Punkvou, která jím do roku 1941 protékala. Poté se vytvořila přirozená hráz, která sestává z jemnozrnných usazenin, a ta jezírko od řeky oddělila. Za vysokého stavu vody se jezírko může spojit nejen s řekou, ale i s Dolním macošským jezírkem